# Edward McWhinney
Edward Watson „Ted“ McWhinney QC (* 19. Mai 1924 in Sydney; † 19. Mai 2015) war ein kanadischer Rechtswissenschaftler. Von 1993 bis 2000 gehörte er für die Liberale Partei dem kanadischen Unterhaus an.

## Leben
McWhinney promovierte an der Yale University und forschte anschließend als Post-Doktorand in Den Haag, Berlin, Pisa und Genf. Für vier Jahre wirkte er in Yale als Dozent für Rechts- und Politikwissenschaften und war anschließend als Professor an der University of Toronto, der McGill University, der Indiana University und der Simon Fraser University tätig. In McGill wurde er darüber hinaus zum Direktor des Instituts für Luftrecht ernannt. Zudem lehrte er 1968, 1982 und 1985 an der Sorbonne in Paris, bzw. später an der Universität Paris I. McWhinney wirkte als Gastprofessor an der Universität Heidelberg und am Max-Planck-Institut für ausländisches öffentliches Recht und Völkerrecht (1960–1961 und 1990), an der Meiji-Universität und in den Jahren 1973, 1990 und 2002 an der Haager Akademie für Völkerrecht.
1967 wurde McWhinney als erster Kanadier Mitglied des Institut de Droit international und war von 1999 bis 2001 dessen Präsident. Zudem war er zu Beginn der 1980er-Jahre Mitglied der kanadischen Delegation bei der Generalversammlung der Vereinten Nationen und von 1985 bis 1991 Mitglied des Ständigen Schiedshofs in Den Haag.
1993 wurde er für die Liberale Partei Kanadas im Wahlbezirk Vancouver Quadra in das kanadische Unterhaus gewählt und 1997 für eine weitere Amtszeit wiedergewählt. Bei den Wahlen im Jahr 2000 kandidierte er nicht mehr.
McWhinney wirkte im Laufe seiner Karriere mehrfach als Berater, so unter anderem für den Generalsekretär der Vereinten Nationen, verschiedene Premiers von Québec, für den Premierminister von Ontario, sowie die kanadische und mehrere ausländische Regierungen.
Für seine Verdienste wurde ihm 1997 die Aristoteles Medaille der griechischen Regierung verliehen.

## Publikationen (Auswahl)
McWhinney war Verfasser und Herausgeber von über 30 Büchern, davon eines auf Deutsch, sowie von circa 500 wissenschaftlichen Artikeln.
- “Peaceful coexistence” and soviet-western international law. Sythoff, Leiden 1964.
- Föderalismus und Bundesverfassungsrecht. Quelle & Meyer, Heidelberg 1962.
- Constitution-making: Principles, Process, Practice. Univ. of Toronto Pr., Toronto 1981, ISBN 0-8020-5553-2.
- Judge Shigeru Oda and the Progressive Development of International Law: Opinions (Declarations, Separate Opinions, Dissents) on the International Court of Justice, 1976–1992. Nijhoff, Dordrecht 1993, ISBN 0-79-232257-6.
- Judge Manfred Lachs and judicial law-making: opinions on the International Court of Justice, 1967–1993. Nijhoff, Den Haag 1995, ISBN 90-411-0125-X.